# Massacre de Leliefontein
Le massacre de Leliefontein eut lieu le 31 janvier 1902, pendant la seconde guerre des Boers, dans la mission méthodiste de Leliefontein au Cap Nord, en Afrique du Sud.

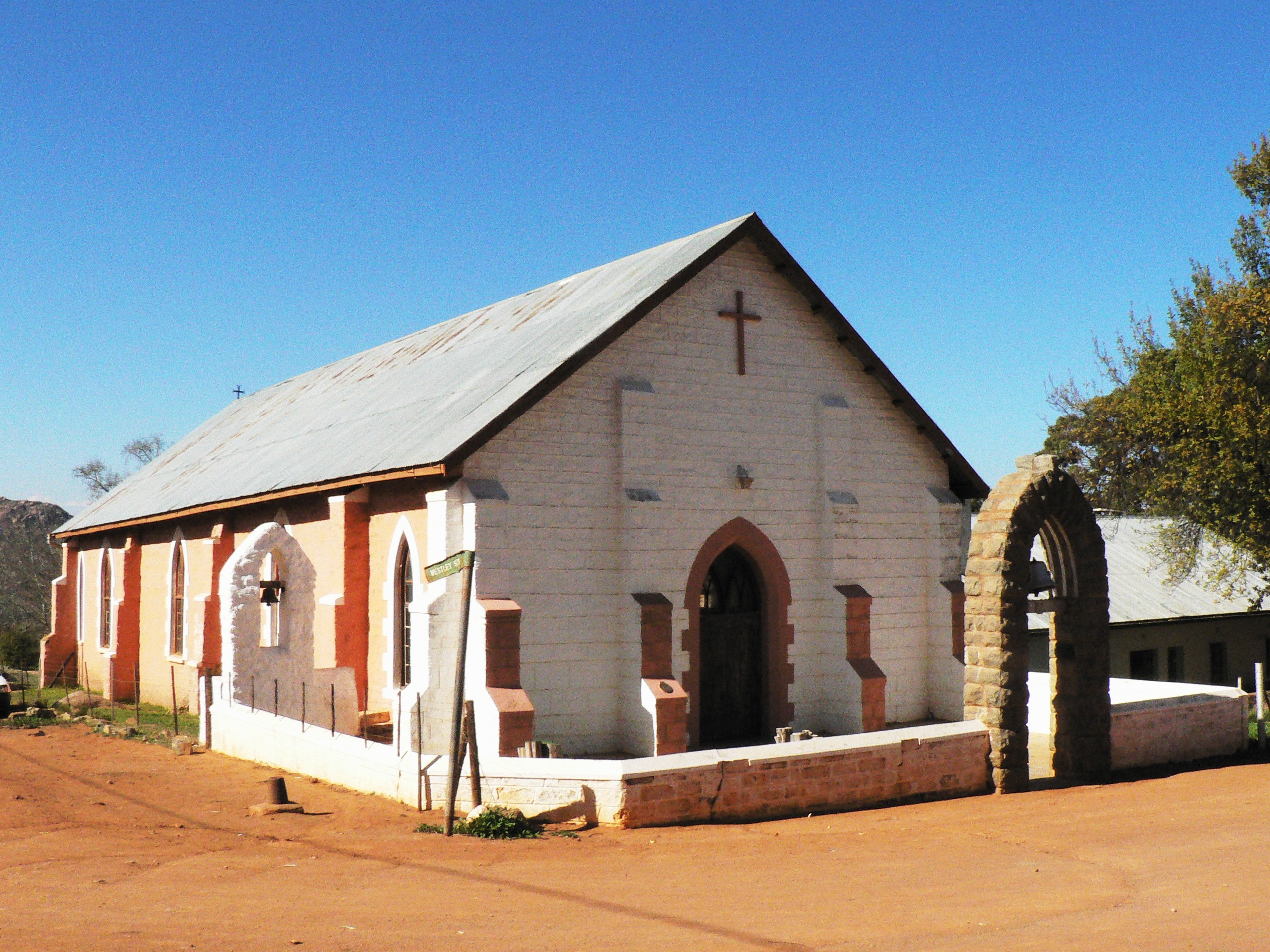
Eglise Méthodiste érigée en 1855

## Histoire
Leliefontein est une petite communauté dans la chaîne des Kamiesberg au Namaqualand, près de Garies dans le Cap Nord. Il est probablement nommé d’après les nombreux lilies blancs trouvés dans la région. Leliefontein était à l’origine le kraal d’un chef nama nommé Wildschut par les colons blancs. En octobre 1771, la terre fut concédée à Hermanus Engelbrecht, un fermier blanc, mais le gouverneur Joachim van Plettenberg ordonna à Engelbrecht de quitter cette terre en 1772 après avoir été informé que les Nama Khoi l'occupaient déjà. 
Le travail des missionnaires commença sous l'égide de la London Missionary Society en 1809, mais une attaque de colons concurrents provoqua l’abandon du poste en 1811. En 1816, le chef Wildschut demanda qu’une autre station soit établie. Cette demande fut satisfaite par le révérend méthodiste wesleyen Barnabas Shaw de la Wesleyan Missionary Society. Leliefontein fut la première mission méthodiste en Afrique du Sud. Plusieurs églises furent construites par la suite.

## Le massacre
Le chef boer Manie Maritz tua 35 habitants indigènes de la colonie, en représailles pour l'avoir attaqué alors qu'il était venu discuter avec les missionnaires européens dans cette ville. Maritz, qui servait sous les ordres du général Jan Smuts, mena l'opération sur deux jours. Le premier jour, Maritz et ses hommes se rendirent à Leliefontein, arrêtèrent le missionnaire en chef et distribuèrent des proclamations menaçant de mort les habitants et les missionnaires pour les punir d’avoir été des sympathisants britanniques. Les Nama, qui habitaient Leliefontein avec les missionnaires, furent irrités par ces menaces et une bataille s’ensuivit. Les habitants de Leliefontein occasionnèrent de lourdes pertes chez les Boers qui perdirent 30 soldats pour seulement sept Nama tués. Le second jour, Maritz appela des renforts et envahit Leliefontein, menant une bataille au cours de laquelle 43 Nama furent tués et environ 100 blessés. Les habitants de Leliefontein furent massacrés alors qu’ils s’abritaient dans l’église de la mission. Leliefontein fut l’un des premiers massacres du XXe siècle en Afrique du Sud. La mission de Leliefontein avait du bétail et produisait aussi du maïs et des légumes. L’avant-poste fut complètement détruit par les troupes de Maritz et une violence aveugle fut infligée aux résidents. Les rescapés du massacre furent pourchassés par les forces boers et tués. D’autres furent capturés et forcés de travailler comme esclaves. Maritz ne fut jamais puni pour ses actes à Leliefontein. L’église méthodiste et le presbytère de Leliefontein est un site du patrimoine national pour commémorer les victimes de ce massacre.

## Réactions
Le 31 janvier 1902, un commandant boer, Deneys Reitz, faisant partie des forces du général Jan Smuts, arriva à Leliefontein en route pour Springbok. Deneys Reitz décrivit la scène comme suit :
"Nous avons trouvé l’endroit saccagé et anéanti, et parmi les roches au-delà des maisons détruites gisaient 20 ou 30 Hottentots morts, saisissant toujours leurs pétoires désuètes. C’était l’œuvre de Maritz. Il avait débarqué dans la station avec quelques hommes pour questionner les missionnaires européens, et quand il fut attaqué par des Hottentots armés, lui et ses escortes sauvèrent de justesse leur vie. Pour venger l’insulte, il revint le lendemain matin avec une force plus grande et anéantit l’établissement, ce qui sembla pour beaucoup d’entre nous un acte impitoyable et injustifiable. Le général Smuts ne dit rien, mais je l’ai vu passer devant les rochers où gisaient les morts, et à son retour, il était morose et figé."
Maritz contesta l’interprétation de la situation de Reitz :
"Selon Reitz, le général Smuts aurait plutôt approuvé s’il avait vu nos propres corps là-bas. Je peux leur assurer que nous avons dû nous battre dur pour nos vies ce jour-là devant l’église, et si les Hottentots avaient pris le dessus, ils nous auraient traités cruellement."